# Лисаја
Брдо Лисаја (блр. Лысая гара) представља други по величини највиши врх у Белорусији, са надморском висином од 342 метра. Налази се у центру лагојских брда у Минској области, 21 км северно од престонице Минска. 
Моренског је порекла и прекривена иловачом и јако је склона ерозији. Њене падине су углавном прекривене ливадама, нешто ређе има шуме и џбуња.
Популарна је као викенд излетнички центар за становнике главног града Белорусије.

## Видети
- Географија Белорусије
- Минска област